# PLOS Pathogens
PLOS Pathogens é uma revista científica de conteúdo aberto (livre) publicada pela Public Library of Science dos Estados Unidos.
Esta revista científica publica trabalhos de pesquisa (todos submetidos a peer review), bem como resenhas sobre a biologia das interações de agentes etiopatogênicos com os organismos que os hospedam.
Baseado nos primeiros três números da revista, a Thompson ISI calculou um fator de impacto (impact factor, em inglês)  preliminar de 8,057 pontos.